# Vinces
Vinces – miasto w zachodnim Ekwadorze, w prowincji Los Ríos. Stolica kantonu Vinces.

## Opis
Miasto zostało założone w 1754 roku. Przez miasto przebiega droga krajowa E484. Patronem Vinces jest św. Wawrzyniec z Rzymu.
Miejscowość jest położona nad rzeką Vinces.

## Demografia
.

## Baza hotelowa
- El Señor de los Caballos Hotel - Spa[1]